# Міста Дніпропетровської області
До складу Дніпропетровської області входять 20 міст. Рішення про віднесення населеного пункту до категорії міст ухвалює Верховна Рада України. Такий статус надається поселенням із чисельністю населення понад 10 тисяч осіб, однак автоматична втрата статусу через зменшення населення законодавством не передбачена. Станом на 5 грудня 2001 року, на момент єдиного офіційного перепису населення в країні за роки незалежності, найбільш заселеним містом області був обласний центр Дніпро із населенням 1 080 846 осіб, а найменшим за чисельністю населення було Перещепине, де проживало 10 041 осіб. Після ухвалення декомунізаційного законодавства три міста області, включно з обласним центром, у 2016 році перейменовані через зв'язок їх назв з людьми, місцями, подіями та організаціями Радянського Союзу. Це міста Дніпро, Кам'янське і Покров, які раніше називалися Дніпропетровськ, Дніпродзержинськ та Орджонікідзе.
До 2020 року в області було 13 міст обласного значення з міським самоврядуванням через міські ради та ще 7 міст, які входили до складу 22 районів області як міста районного значення. 17 липня 2020 року, внаслідок адміністративно-територіальної реформи, скасовано старі райони та статус міст обласного й районного підпорядкування. В результаті утворено 7 нових укрупнених районів: Дніпровський, Кам'янський, Криворізький, Нікопольський, Новомосковський, Павлоградський, Синельниківський.

## Міста
| Назва             | Зображення | Площа (км²) | Населення    | Населення   | Рідна мова (2001)                      | Карта                                                                                     |
| Назва             | Зображення | Площа (км²) | Перепис 2001 | Оцінки 2022 | Рідна мова (2001)                      | Карта                                                                                     |
| ----------------- | ---------- | ----------- | ------------ | ----------- | -------------------------------------- | ----------------------------------------------------------------------------------------- |
| Апостолове        |            | 15,83       | 16 439       | 13 069      | українська — 88,95% російська — 10,34% | 47°39′34″ пн. ш. 33°43′00″ сх. д. / 47.65944° пн. ш. 33.71667° сх. д. · Апостолове        |
| Верхівцеве        |            | 14,00       | 10 142       | 9 948       | українська — 86,67% російська — 12,50% | 48°29′07″ пн. ш. 34°15′14″ сх. д. / 48.48528° пн. ш. 34.25389° сх. д. · Верхівцеве        |
| Верхньодніпровськ |            | 10,00       | 16 976       | 15 477      | українська — 89,01% російська — 10,47% | 48°38′33″ пн. ш. 34°20′25″ сх. д. / 48.64250° пн. ш. 34.34028° сх. д. · Верхньодніпровськ |
| Вільногірськ      |            | 10,00       | 23 782       | 22 079      | українська — 81,35% російська — 18,26% | 48°28′41″ пн. ш. 34°01′41″ сх. д. / 48.47806° пн. ш. 34.02806° сх. д. · Вільногірськ      |
| Дніпро            |            | 409,718     | 1 065 008    | 968 502     | російська — 53,08% українська — 45,87% | 48°27′58″ пн. ш. 35°01′31″ сх. д. / 48.46611° пн. ш. 35.02528° сх. д. · Дніпро            |
| Жовті Води        |            | 33,25       | 53 582       | 42 052      | українська — 76,89% російська — 21,06% | 48°21′59″ пн. ш. 33°30′09″ сх. д. / 48.36639° пн. ш. 33.50250° сх. д. · Жовті Води        |
| Зеленодольськ     |            | 16,596      | 14 792       | 12 692      | українська — 72,01% російська — 27,45% | 47°33′57″ пн. ш. 33°38′47″ сх. д. / 47.56583° пн. ш. 33.64639° сх. д. · Зеленодольськ     |
| Кам'янське        |            | 138,00      | 255 841      | 226 845     | українська — 64,85% російська — 34,47% | 48°31′44″ пн. ш. 34°35′49″ сх. д. / 48.52889° пн. ш. 34.59694° сх. д. · Кам'янське        |
| Кривий Ріг        |            | 430,00      | 668 980      | 603 904     | українська — 70,85% російська — 27,61% | 47°54′31″ пн. ш. 33°20′56″ сх. д. / 47.90861° пн. ш. 33.34889° сх. д. · Кривий Ріг        |
| Марганець         |            | 37,00       | 49 592       | 44 980      | українська — 71,81% російська — 27,00% | 47°38′41″ пн. ш. 34°36′15″ сх. д. / 47.64472° пн. ш. 34.60417° сх. д. · Марганець         |
| Нікополь          |            | 50,00       | 136 280      | 105 160     | українська — 56,00% російська — 42,73% | 47°34′38″ пн. ш. 34°21′27″ сх. д. / 47.57722° пн. ш. 34.35750° сх. д. · Нікополь          |
| Самар             |            | 36,00       | 72 439       | 69 855      | українська — 80,88% російська — 18,48% | 48°38′16″ пн. ш. 35°13′43″ сх. д. / 48.63778° пн. ш. 35.22861° сх. д. · Самар             |
| Павлоград         |            | 59,30       | 118 816      | 101 430     | українська — 59,23% російська — 39,82% | 48°31′12″ пн. ш. 35°52′12″ сх. д. / 48.52000° пн. ш. 35.87000° сх. д. · Павлоград         |
| Перещепине        |            | 12,91       | 10 041       | 9 639       | українська — 85,99% російська — 13,27% | 49°00′52″ пн. ш. 35°21′54″ сх. д. / 49.01444° пн. ш. 35.36500° сх. д. · Перещепине        |
| Шахтарське        |            | 3,90        | 29 140       | 27 099      | російська — 58,89% українська — 40,21% | 48°20′51″ пн. ш. 36°24′06″ сх. д. / 48.34750° пн. ш. 36.40167° сх. д. · Шахтарське        |
| Підгородне        |            | 99,13       | 17 763       | 19 138      | українська — 91,73% російська — 7,97%  | 48°34′30″ пн. ш. 35°06′08″ сх. д. / 48.57500° пн. ш. 35.10222° сх. д. · Підгородне        |
| П'ятихатки        |            | 18,38       | 20 563       | 18 140      | українська — 90,54% російська — 8,00%  | 48°24′49″ пн. ш. 33°42′10″ сх. д. / 48.41361° пн. ш. 33.70278° сх. д. · П'ятихатки        |
| Покров            |            | 26,00       | 44 834       | 37 493      | українська — 66,94% російська — 32,47% | 47°39′12″ пн. ш. 34°05′03″ сх. д. / 47.65333° пн. ш. 34.08417° сх. д. · Покров            |
| Синельникове      |            | 23,00       | 32 302       | 29 651      | українська — 77,95% російська — 20,23% | 48°19′04″ пн. ш. 35°30′43″ сх. д. / 48.31778° пн. ш. 35.51194° сх. д. · Синельникове      |
| Тернівка          |            | 18,00       | 29 226       | 26 961      | російська — 78,00% українська — 21,21% | 48°31′28″ пн. ш. 36°04′57″ сх. д. / 48.52444° пн. ш. 36.08250° сх. д. · Тернівка          |